# L'Étoffe des champions
L'Étoffe des champions est une émission de télévision française de télé réalité d’aventures produite par Adventure Line Productions. Elle est diffusée sur France 3 du 6 juillet 2011 au 10 août 2011 et présentée par Alexandre Ruiz.
Face aux mauvaises audiences, l'émission fut rapidement écourtée puis déprogrammée. Elle a été remportée par l'équipe des Jaunes menée par Thierry Rey dont les six membres vont se partager la somme de 25 000 €.

## Diffusion
L'émission est diffusée pendant six semaines, initialement prévue pendant neuf semaines, à raison d'un épisode chaque mercredi soir. 
D'abord diffusé en première partie de soirée à 20 h 35 pour ses deux premiers numéros, le programme est relégué en deuxième partie de soirée à 22 h 55 à partir du troisième numéro le 20 juillet 2011 après Soir 3 et Tout le sport en raisons des mauvaises audiences enregistrées (à l'image de Mission Millenium l'année précédente). Elle est remplacée en première partie de soirée par l'émission phare Des racines et des ailes présentée par Louis Laforge.
L'émission devait au départ durer neuf semaines et donc s'arrêter le 31 août 2011. Cependant, faute d'audience, et après avoir été reléguée en deuxième partie de soirée, L'Étoffe des champions est déprogrammée dès le 10 août 2011, soit trois semaines avant l'arrêt initialement prévu. Ainsi, les deux dernières émissions sont des condensés de plusieurs épisodes restants pour réduire au plus vite la durée du programme face aux mauvaises audiences enregistrées par celui-ci. La finale et le dévoilement du nom du vainqueur ont eu lieu durant la nuit du 10 août 2011. À la suite de ce grand fiasco, France 3 arrête les frais et décide de ne plus programmer de jeu de l'été et ce à partir de l'été 2012.

## Principe
Ce jeu d'aventure propose à trois anciens sportifs de coacher dix-huit anonymes pour qu'ils s'améliorent dans plusieurs disciplines. 
Ils s'efforceront donc de faire gagner leur équipe en leur faisant dépasser leurs limites.

## Participants
| Équipe | Coach | Candidats                                                                     | Statut    |
| ------ | --- | ----------------------------------------------------------------------------- | --------- |
| 1      | Thierry Rey Ancien judoka français, a été champion du monde en 1979 et champion olympique lors des Jeux olympiques d'été de 1980 à Moscou en Russie.   | Hugues, Magali, Cathy (remplacée par Pascale), Laurent, Emmanuelle et Yohann. | Vainqueur |
| 2      | Raymond Domenech Ancien footballeur français professionnel, ancien sélectionneur de l'équipe de France de football du 12 juillet 2004 au 22 juin 2010. | Gaël, Sabri, Bridget, Brigitte, Ludovic et Sandrine.                          | Finaliste |
| 3      | Jean-Claude Perrin Ancien entraineur d'athlétisme français.                                                                                            | Solange, Audrey, Mahamadou, Jean, Laure et Olivier.                           | Éliminée  |

Légende :
En fond jaune = L'équipe des Jaunes (gagnante).
En fond rouge = L'équipe des Rouges (finaliste).
En fond bleu = L'équipe éliminée avant la finale du jeu.

## Audience
| Émission | Jour et horaire de diffusion         | Téléspectateurs | Parts de marché sur les 4 ans et plus | Référence |
| -------- | ------------------------------------ | --------------- | ------------------------------------- | --------- |
| 1        | Mercredi 6 juillet 2011 20:35-22:35  | 896 000         | 3,7 %                                 | [ 5 ]     |
| 2        | Mercredi 13 juillet 2011 20:35-22:35 | 887 000         | 4,4 %                                 | [ 6 ]     |
| 3        | Mercredi 20 juillet 2011 22:50-00:55 | 259 000         | 3,1 %                                 | [ 8 ]     |
| 4        | Mercredi 27 juillet 2011 22:50-00:55 | 185 000         | 3 %                                   | [ 9 ]     |
| 5 & 6    | Mercredi 3 août 2011 23:00-00:55     | 245 000         | 3,5 %                                 | [ 11 ]    |
| 7, 8 & 9 | Mercredi 10 août 2011 22:55-01:15    | 248 000         | 3,8 %                                 | [ 12 ]    |

Légende :
En fond vert = Les plus hauts chiffres d'audiences.
En fond rouge = Les plus bas chiffres d'audiences.